# Fußball-Asienmeisterschaft 2000
Die 12. Fußball-Asienmeisterschaft (offiziell: 2000 AFC Asian Cup Lebanon™) fand in dem Zeitraum vom 12. bis zum 29. Oktober 2000 im Libanon statt. Es traten zwölf Nationalmannschaften zunächst in Gruppen und danach in Ausscheidungsspielen gegeneinander an, wobei insgesamt 26 Spiele ausgetragen wurden. Asienmeister wurde Japan durch einen 1:0-Sieg über den Titelverteidiger Saudi-Arabien.
In den 26 Spielen wurden insgesamt 77 Tore erzielt, was einen Durchschnitt von 2,96 Toren pro Spiel ergibt. Torschützenkönig wurde der Südkoreaner Lee Dong-gook, am meisten Tore schoss Japan mit insgesamt 21. Die Zuschauerresonanz war hingegen enttäuschend, so besuchten im Durchschnitt nur 8865 Zuschauer die Spiele, dies war verglichen mit dem vorherigen Turnier in den Emiraten ein Rückgang um fast 50 %.
Zum ersten Mal erhielt eine Fußball-Asienmeisterschaft eine offizielle Website. Der fünfsprachige (Arabisch, Chinesisch, Englisch, Japanisch und Koreanisch) Internetauftritt wurde von Tohidi erstellt.

## Ausrichter
Um die Ausrichtung der Fußball-Asienmeisterschaft 2000 hatten sich China und der Libanon beworben, wobei das westasiatische Land vor allem von Saudi-Arabien und anderen arabischen Ländern Unterstützung erhielt. Da die Vereinigten Arabischen Emirate 1996 die Endrunde ausrichten durften, hätte eine Endrunde im Libanon bedeutet, dass der informelle West-Ost-Wechsel bei der Ausrichtung der Asienmeisterschaft unterbrochen wurde. Weiterhin wurde die schlechte Sicherheitslage, sowie die fehlende Infrastruktur des Landes bemängelt.
Bei der Abstimmung am 21. Dezember 1996 in Abu Dhabi setzte sich der Libanon deutlich mit 14:2 Stimmen gegen China durch, lediglich die beiden koreanischen Staaten stimmten für die Volksrepublik.

## Austragungsorte
Das Turnier wurde in drei Städten des Libanon ausgetragen: in der Hauptstadt Beirut, in Sidon und in Tripoli.
- Beirut: Im 1957 erbauten und 49.000 Zuschauer fassenden Camille-Chamoun-Stadion fanden die meisten Spiele statt. So wurden alle drei Spiele des Gastgebers, zwei weitere Spiele der Gruppe A, je ein Spiel der Gruppen B und C sowie zwei Viertelfinal-, beide Halbfinalspiele, das Spiel um Platz drei und das Finale ausgetragen.
- Sidon: Die Spiele in Sidon fanden im Saida International Stadium statt, das Stadion fasst 22.600 Zuschauer und beherbergte die meisten Gruppenspiele der Gruppe C sowie eine Viertelfinalbegegnung.
- Tripoli: Im International Olympic Stadium fanden die Spiele der Gruppe B sowie ein Viertelfinalspiel statt. Das Stadion war mit einer Kapazität von 22.400 die kleinste der drei Austragungsstätten.

## Qualifikation
Der Libanon als Gastgeber und Titelverteidiger Saudi-Arabien waren automatisch für die Endrunde qualifiziert. Um die restlichen 10 Endrundenplätze spielten 42 Mannschaften in einer Qualifikationsrunde.
Die Qualifikation zur Asienmeisterschaft 2000 startete am 3. August 1999 mit dem Spiel zwischen Oman und Kirgisistan (Endstand 2:0). Der Irak konnte sich aus dieser Gruppe als erste Mannschaft sportlich qualifizieren. Die letzten Spiele fanden am 8. April 2000 statt. Einzige Überraschung der Ausscheidungsspiele war das Ausscheiden der Arabischen Emirate, der Vize-Asienmeister scheiterte an Usbekistan.

## Teilnehmer
Folgende Mannschaften konnten sich nach 62 Qualifikationsspielen für die Endrunde qualifizieren:
| - China - Indonesien - Iran - Irak - Japan - Katar |  | - Kuwait - Libanon - Südkorea - Saudi-Arabien - Thailand - Usbekistan |

## Modus
Bei der Asienmeisterschaft 2000 spielten die 12 Mannschaften in zwei Phasen den Asienmeister aus. Insgesamt fanden 26 Spiele statt.
Vorrunde
Je vier Mannschaften traten in drei Gruppen (A, B und C) im Meisterschaftssystem gegeneinander an, d. h. jede Mannschaft spielte einmal gegen jede andere Mannschaft der Gruppe. In der Gruppenphase zählte ein Sieg drei, ein Unentschieden einen Punkt, eine Niederlage bringt keine Punkte. In der Tabelle der jeweiligen Gruppe wurden die Punkte addiert. Die zwei punktbesten Mannschaften jeder Gruppe, sowie die zwei besten Gruppendritten ziehen in die Finalrunde ein.
Finalrunde
Im Viertel- und Halbfinale, im Spiel um Platz drei und im Finale wurde im K.-o.-System gespielt. Stand es bei den Spielen der Finalrunde nach der regulären Spielzeit von 90 Minuten unentschieden, kam es zur Verlängerung von zweimal 15 Minuten und eventuell (falls immer noch kein Sieger feststeht) zum Elfmeterschießen. Sollte während der Verlängerung ein sog. Golden Goal fallen war das Spiel sofort beendet.

## Vorrunde
Bei Punktgleichheit zweier Mannschaften entschied in der folgenden Reihenfolge über den Tabellenplatz und das Weiterkommen:
1. die Tordifferenz und größere Anzahl erzielter Tore aus allen Gruppenspielen
2. die direkten Begegnungen der betreffenden Mannschaften (größere Anzahl der Punkte, Torverhältnis, erzielte Tore)
3. das Los

### Gruppe A
| Pl. | Land     | Sp. | S | U | N | Tore    | Diff. | Punkte |
| --- | -------- | --- | - | - | - | ------- | ----- | ------ |
| 1.  | Iran     | 3   | 2 | 1 | 0 | 006:100 | +5    | 07     |
| 2.  | Irak     | 3   | 1 | 1 | 1 | 004:300 | +1    | 04     |
| 3.  | Thailand | 3   | 0 | 2 | 1 | 002:400 | −2    | 02     |
| 4.  | Libanon  | 3   | 0 | 2 | 1 | 003:700 | −4    | 02     |

|                             |   |          |           |
| 12. Oktober 2000 in Tripoli |   |          |           |
| Irak                        | – | Thailand | 2:0 (1:0) |
| 12. Oktober 2000 in Beirut  |   |          |           |
| Libanon                     | – | Iran     | 0:4 (0:1) |
| 15. Oktober 2000 in Beirut  |   |          |           |
| Iran                        | – | Thailand | 1:1 (0:1) |
| 15. Oktober 2000 in Beirut  |   |          |           |
| Irak                        | – | Libanon  | 2:2 (2:1) |
| 18. Oktober 2000 in Sidon   |   |          |           |
| Iran                        | – | Irak     | 1:0 (0:0) |
| 18. Oktober 2000 in Beirut  |   |          |           |
| Thailand                    | – | Libanon  | 1:1 (0:0) |

Der Iran, nach der starken WM in Frankreich einer der Hauptfavoriten für den Titel, sicherte sich erwartungsgemäß den Gruppensieg. Bereits im ersten Spiel zeigte die Mannschaft rund um die Bundesliga-Legionäre Ali Daei und Karim Bagheri ihr Können und gewann souverän gegen den Gastgeber, nach einem überraschenden Unentschieden gegen Thailand erzielte Daei den Siegestreffer gegen den Dauerrivalen Irak und sicherte den Iranern so den Gruppensieg.
Der Irak konnte sich zwar für das Viertelfinale qualifizieren, die Mannschaft wusste aber nicht zu überzeugen. Dem 2:0-Auftaktsieg folgte ein 2:2-Unentschieden gegen die Libanesen, wobei der Irak zwischenzeitlich mit 2:0 führte. Durch die Niederlage gegen den Iran wurde nur der zweite Gruppenplatz erreicht.
Für Thailand endete diese Asienmeisterschaft erneut mit dem Aus in der Vorrunde. Im letzten Spiel hatten die Südostasiaten bis zur 82. Minute geführt und waren somit als einer der beiden Gruppendritten für das Viertelfinale qualifiziert, der Ausgleichstreffer des Gastgebers sowie das Unentschieden zwischen Katar und Japan sorgten allerdings für das Aus.
Der Libanon war als Gastgeber in das Turnier gestartet und wollte zunächst die Vorrunde überstehen, allerdings zeigte der Iran den Libanesen bereits im ersten Spiel klar ihre Grenzen auf. Die Aufholjagden gegen den Irak und Thailand waren da zu wenig, um das Weiterkommen zu sichern, der letzte Platz in dieser Gruppe war für viele Libanesen enttäuschend.

### Gruppe B
| Pl. | Land       | Sp. | S | U | N | Tore    | Diff. | Punkte |
| --- | ---------- | --- | - | - | - | ------- | ----- | ------ |
| 1.  | China      | 3   | 1 | 2 | 0 | 006:200 | +4    | 05     |
| 2.  | Kuwait     | 3   | 1 | 2 | 0 | 001:000 | +1    | 05     |
| 3.  | Südkorea   | 3   | 1 | 1 | 1 | 005:300 | +2    | 04     |
| 4.  | Indonesien | 3   | 0 | 1 | 2 | 000:700 | −7    | 01     |

|                             |   |            |           |
| 13. Oktober 2000 in Tripoli |   |            |           |
| Südkorea                    | – | China      | 2:2 (1:1) |
| 13. Oktober 2000 in Tripoli |   |            |           |
| Kuwait                      | – | Indonesien | 0:0       |
| 16. Oktober 2000 in Tripoli |   |            |           |
| China                       | – | Indonesien | 4:0 (3:0) |
| 16. Oktober 2000 in Tripoli |   |            |           |
| Südkorea                    | – | Kuwait     | 0:1 (0:1) |
| 19. Oktober 2000 in Tripoli |   |            |           |
| Kuwait                      | – | China      | 0:0       |
| 19. Oktober 2000 in Beirut  |   |            |           |
| Indonesien                  | – | Südkorea   | 0:3 (0:1) |

China sicherte sich den Gruppensieg in dieser ausgeglichenen Gruppe, zwei Unentschieden und ein Sieg reichte der Mannschaft, um sich vor Kuwait und Südkorea an die Spitze zu setzen. Stärkste Spieler bei den Ostasiaten waren Yang Chen, Qi Hong und Fan Zhiyi.
Kuwait reichte der knappe 1:0-Sieg über Südkorea aus, um die Gruppenphase zu überstehen. Den einzigen Treffer in der Vorrunde erzielte Jasem al-Huwaidi.
Südkorea konnte in der Vorrunde nicht überzeugen, erst das 3:0 über die schwachen Indonesier sicherte der Mannschaft das Weiterkommen. Zuvor hatte es nach dem 2:2 gegen China eine überraschende Niederlage gegen Kuwait gegeben.
Die indonesische Mannschaft musste sich wie bereits 1996 mit dem letzten Tabellenplatz begnügen, zudem waren die Südostasiaten die einzige Mannschaft, die in diesem Turnier ohne einen eigenen Treffer blieb.

### Gruppe C
| Pl. | Land          | Sp. | S | U | N | Tore    | Diff. | Punkte |
| --- | ------------- | --- | - | - | - | ------- | ----- | ------ |
| 1.  | Japan         | 3   | 2 | 1 | 0 | 013:300 | +10   | 07     |
| 2.  | Saudi-Arabien | 3   | 1 | 1 | 1 | 006:400 | +2    | 04     |
| 3.  | Katar         | 3   | 0 | 3 | 0 | 002:200 | ±0    | 03     |
| 4.  | Usbekistan    | 3   | 0 | 1 | 2 | 002:140 | −12   | 01     |

|                            |   |            |           |
| 14. Oktober 2000 in Sidon  |   |            |           |
| Saudi-Arabien              | – | Japan      | 1:4 (0:2) |
| 14. Oktober 2000 in Sidon  |   |            |           |
| Katar                      | – | Usbekistan | 1:1 (0:0) |
| 17. Oktober 2000 in Sidon  |   |            |           |
| Japan                      | – | Usbekistan | 8:1 (5:1) |
| 17. Oktober 2000 in Sidon  |   |            |           |
| Saudi-Arabien              | – | Katar      | 0:0       |
| 20. Oktober 2000 in Sidon  |   |            |           |
| Saudi-Arabien              | – | Usbekistan | 5:0 (2:0) |
| 20. Oktober 2000 in Beirut |   |            |           |
| Japan                      | – | Katar      | 1:1 (0:1) |

Japan sorgte bereits im ersten Spiel nach dem klaren 4:1-Sieg über Saudi-Arabien für Furore. Im zweiten Spiel wurde Usbekistan mit acht Treffern deklassiert, so dass der Gruppensieg bereits nach zwei Spieltagen feststand. Im letzten Spiel trat nur noch eine B-Mannschaft gegen Katar an und erreichte ein Unentschieden.
Titelverteidiger Saudi-Arabien wurde bereits im ersten Spiel kalt erwischt und auch im zweiten Spiel konnten sich die Saudis nicht erholten, erst der 5:0-Erfolg über Usbekistan sicherte den Wüstensöhnen das Weiterkommen.
Katar erreichte als erste Mannschaft das Viertelfinale ohne ein einziges Spiel gewonnen zu haben, war aber immerhin die einzige Mannschaft dieser Gruppe die nicht gegen die Japaner verloren hatte.
Usbekistan war in dieser Gruppe überfordert und beendete die Asienmeisterschaft als schlechteste Mannschaft. Zwar gelang im ersten Spiel ein respektables 1:1 gegen Katar, in den beiden anderen Spielen mussten die Mannschaft allerdings 13 Gegentreffer bei nur einem einzigen Tor hinnehmen.

### Vergleich der Gruppendritten
Am Ende der Vorrunde wurden die drittplatzierten Mannschaften jeder Gruppe miteinander verglichen. Die zwei besten Drittplatzierten qualifizierten sich für das Viertelfinale.
| Pl. | Land                | Sp. | S | U | N | Tore    | Diff. | Punkte |
| --- | ------------------- | --- | - | - | - | ------- | ----- | ------ |
| 1.  | Südkorea (Gruppe B) | 3   | 1 | 1 | 1 | 005:300 | +2    | 04     |
| 2.  | Katar (Gruppe C)    | 3   | 1 | 0 | 2 | 002:200 | ±0    | 03     |
| 3.  | Thailand (Gruppe A) | 3   | 0 | 2 | 1 | 002:400 | −2    | 02     |

## Finalrunde
Im Viertelfinale spielte der Sieger der Gruppe A gegen den Dritten der Gruppe B, der Sieger der Gruppe B gegen den Dritten der Gruppe C, der Sieger der Gruppe C gegen den Zweiten der Gruppe A sowie der Zweite der Gruppe B gegen den Zweiten der Gruppe C.
Im Halbfinale trafen dann die Sieger der Partien Sieger A/Dritter B auf den Gewinner des Spiels Zweiter B/Zweiter C. Das andere Halbfinale bestritten die Gewinner der Partien Sieger B/Dritter C und Sieger C/Zweiter A. Die beiden Sieger spielen im Finale um die Asienmeisterschaft, die Verlierer um den dritten Platz.

### Viertelfinale
Der Iran ging in der Partie gegen Südkorea in der 71. Spielminute durch Karim Bagheri in Führung und schien diese bis zur Nachspielzeit über die Zeit zu retten. Allerdings erzielte Kim Sang-sik in der letzten Spielminute den Ausgleich und erzwang so die Verlängerung, die mit Lee Dong-gooks Siegestreffer zum 2:1 in der 99. Spielminute endete. Für Südkorea war dieser Sieg auch eine Revanche für die 2:6-Pleite vier Jahre zuvor.
China hat mit seinem Gegner aus Katar keine Mühe und gewann souverän mit 3:1. Li Ming, Qi Hong und Yang Chen hatten die Chinesen bis zur 54. Minute mit 3:0 in Führung geschossen, al-Enazis Treffer zum 3:1 war nur noch Ergebniskosmetik.
Japan geriet in seinem Spiel gegen den Irak in der 4. Spielminute überraschend in Rückstand, als Abbas Obeid Jassim einen Abwehrfehler der japanischen Mannschaft zur Führung nutzte. Hiroshi Nanami und Naohiro Takahara drehten aber bis zur 29. Minute das Spiel zugunsten des Favoriten, Tomokazu Myōjin traf nach einer Stunde zum 4:1-Endstand.
Das Spiel zwischen Kuwait und Saudi-Arabien verlief sehr ausgeglichen und es war lange Zeit kein Sieger zu erkennen. Erst Nawaf at-Tamyats Golden Goal zum 3:2 für Saudi-Arabien entschied die Partie.
|                             |   |               |                     |
| 23. Oktober 2000 in Tripoli |   |               |                     |
| Iran                        | – | Südkorea      | 1:2 n.GG (1:1, 0:0) |
| 23. Oktober 2000 in Sidon   |   |               |                     |
| China                       | – | Katar         | 3:1 (2:0)           |
| 24. Oktober 2000 in Beirut  |   |               |                     |
| Japan                       | – | Irak          | 4:1 (3:1)           |
| 24. Oktober 2000 in Beirut  |   |               |                     |
| Kuwait                      | – | Saudi-Arabien | 2:3 n.GG (2:2, 0:0) |

### Halbfinale
Japan behielt gegen China mit 3:2 die Oberhand und zog nach 1992 zum zweiten Mal ins Finale ein. Stärkster Spieler war Akinori Nishizuki, der nach dem zwischenzeitlichen 2:1 für China das Spiel mit zwei Treffern noch drehen konnte.
Talal al-Meshal traf in der Partie Saudi-Arabien gegen Südkorea in der 76. und 80. Minute zweimal und sicherte den Saudis damit den fünften Finaleinzug in Folge, Südkoreas Anschlusstreffer in der 90. Minute durch Lee Dong-gook kam zu spät.
|                            |   |          |           |
| 26. Oktober 2000 in Beirut |   |          |           |
| Japan                      | – | China    | 3:2 (1:1) |
| 26. Oktober 2000 in Beirut |   |          |           |
| Saudi-Arabien              | – | Südkorea | 2:1 (0:0) |

### Spiel um Platz drei
Südkorea sicherte sich im abschließenden Spiel den dritten Platz, einziger Torschütze war Lee Dong-gook, der damit seinen sechsten Treffer erzielte und Torschützenkönig wurde.
|                            |   |       |           |
| 29. Oktober 2000 in Beirut |   |       |           |
| Südkorea                   | – | China | 1:0 (0:0) |

### Finale
In der neunten Spielminute wurde Talal al-Meshal im Strafraum gefoult, den anschließenden Foulelfmeter von Hamzah Falatah konnte der japanische Torwart Yoshikatsu Kawaguchi allerdings parieren. In der 29. Spielminute erzielte Shigeyoshi Mochizuki den einzigen Treffer des Finales. Den Saudis gelang es trotz mehrerer Großchancen nicht, Kawaguchi zu überwinden.
Japan war damit nach 1992 zum zweiten Mal Asienmeister.
|                            |   |               |           |
| 29. Oktober 2000 in Beirut |   |               |           |
| Japan                      | – | Saudi-Arabien | 1:0 (1:0) |

## Schiedsrichter
- Lu Jun
- Tōru Kamikawa
- Saad Kamil al-Fadhli
- Nabil Ayad
- Mohd Nazri Abdullah
- Omer al-Mehannah
- Shamsul Maidin
- Kim Young-joo
- Tajaddin Fares
- Ali Bujsaim
- Brian Hall

## Ehrungen
- Torschützenkönig: Lee Dong-gook (Südkorea)
- Bester Spieler: Hiroshi Nanami (Japan)
- Bester Verteidiger: Ryūzō Morioka (Japan)
- Bester Torwart: Jiang Jin (China)
- Fair-Play-Award: China

### All-Star Team
| Torhüter  | Abwehr                                           | Mittelfeld                                                                        | Stürmer                        |
| --------- | ------------------------------------------------ | --------------------------------------------------------------------------------- | ------------------------------ |
| Jiang Jin | Hong Myung-bo Mohammed al-Khilaiwi Jamal Mubarek | Hiroshi Nanami Nawaf at-Tamyat Abbas Obeid Jassim Karim Bagheri Shunsuke Nakamura | Lee Dong-gook Naohiro Takahara |